# Sierra manual

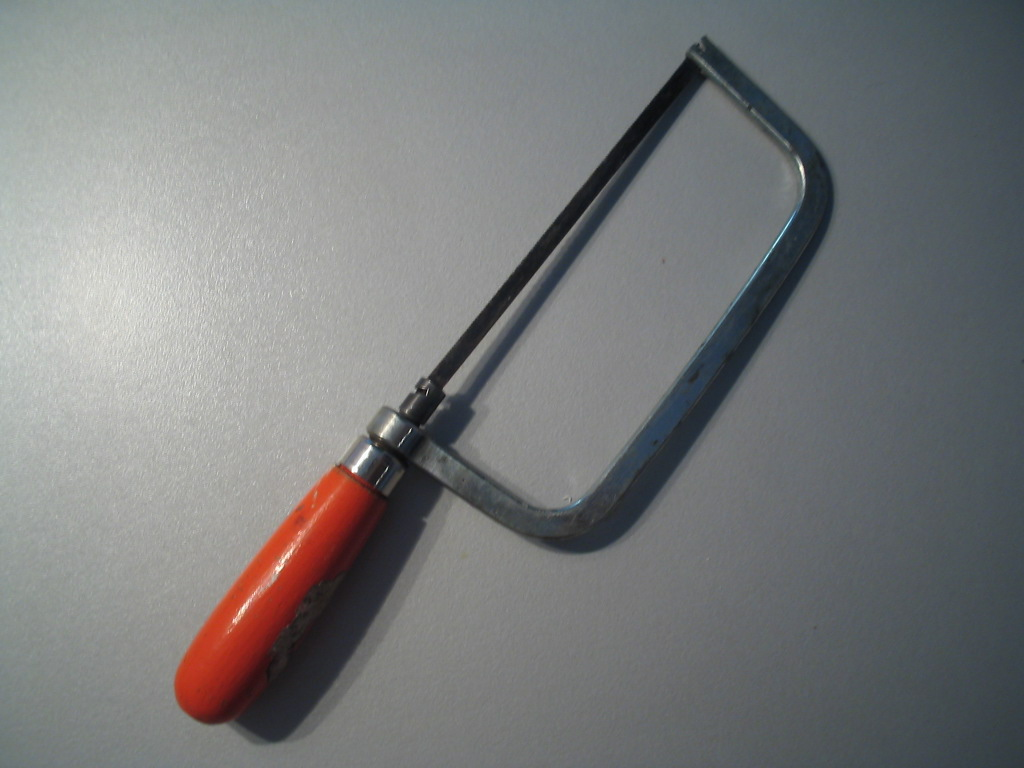
Sierra manual.

Una sierra manual es una herramienta manual de corte formada por una hoja de sierra montada sobre un arco o soporte mediante tornillos tensores. La hoja de sierra es la que proporciona el corte, mientras que el soporte incluye un mango que permite asir la sierra para poder realizar su función como herramienta.
Se utiliza generalmente para realizar pequeños cortes en piezas madera o plástico. Dependiendo del uso que se le quiera dar, la hoja presenta diversos dentados y calidad.